# Orlanka (dopływ Narwi)
Orlanka – rzeka, lewy dopływ Narwi o długości 50,28 km.
Rzeka płynie na Nizinie Północnopodlaskiej, w województwie podlaskim. Wypływa na podmokłych łąkach koło wsi Jelonka. Przepływa przez miejscowości Jelonka, Czechy Orlańskie, Dubicze Cerkiewne, Rutka, Reduty, Koszele, Orla, Mikłasze, Ogrodniki, Sobótka, Hryniewicze Małe, Chraboły, Deniski, a do Narwi uchodzi w pobliżu wsi Czerewki. 

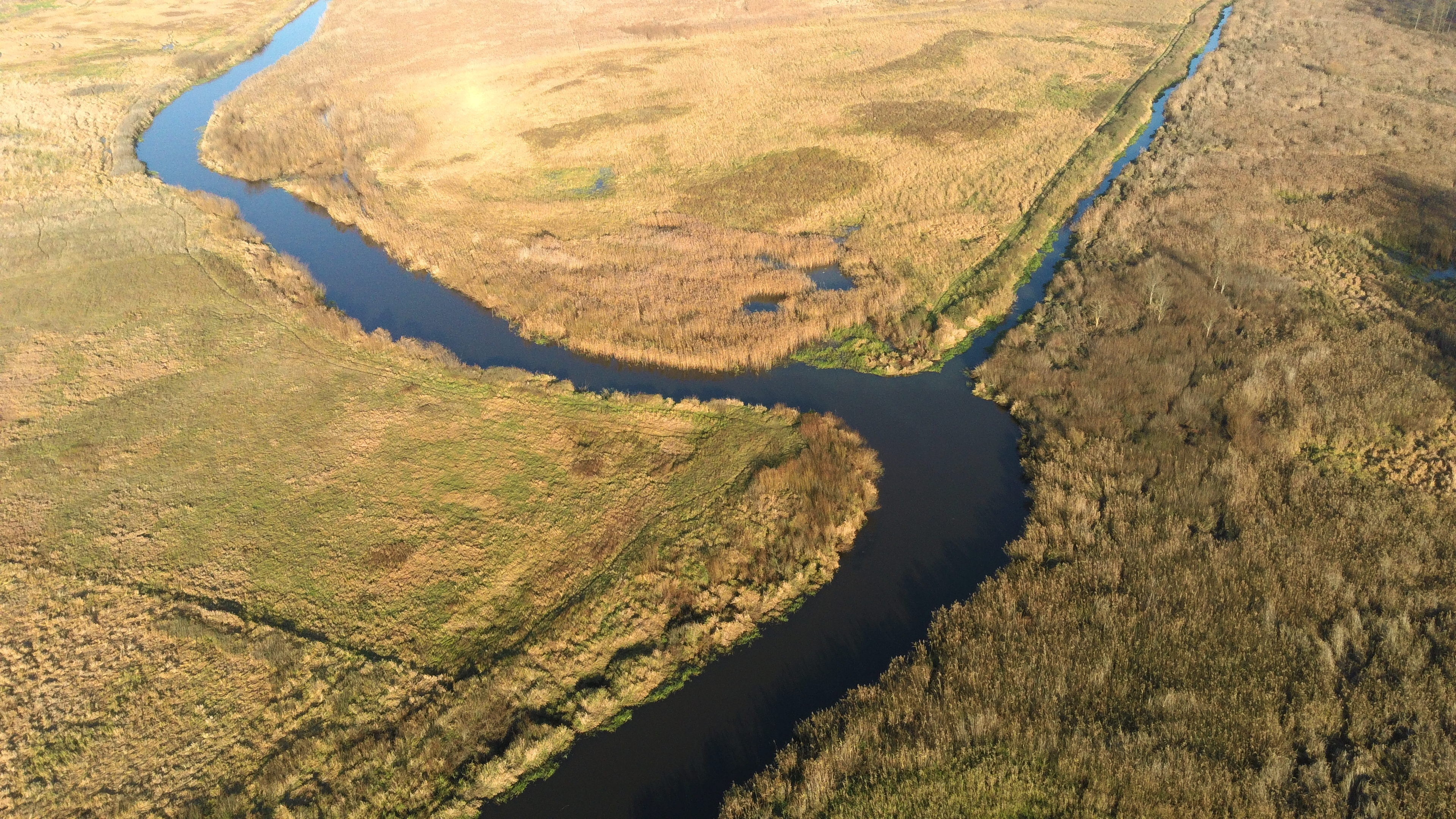
Ujście Orlanki do Narwi

W okolicach wsi Dubicze Cerkiewne tworzy zalew Bachmaty. Średnia szerokość Orlanki waha się od 2 do 9 metrów, natomiast głębokość od 0,3 do 1,1 metra. Jej lewym dopływem jest Biała, a prawymi Orla i Krzywa.